# 2020-as női vízilabda-Európa-bajnokság
A 2020-as női vízilabda-Európa-bajnokság a 18. verseny volt a női Európa-bajnokságok történetében. A tornát Budapesten, a Duna Arénában játszották január 12. és 25. között. A címvédő Hollandia nemzeti együttese volt. Az Eb-t a spanyol válogatott nyerte, története során másodszor.

## Résztvevők
| Esemény                  | Dátum                          | Helyszín  | Kvóta | Kvalifikált csapatok                                                      |
| ------------------------ | ------------------------------ | --------- | ----- | ------------------------------------------------------------------------- |
| Rendező                  | –                              | –         | 1     | Magyarország                                                              |
| 2018-as Európa-bajnokság | 2018. július 16–28.            | Barcelona | 5     | Hollandia · Olaszország · Spanyolország · Görögország · Oroszország       |
| Selejtezők               | 2019. április 25 – október 26. | –         | 6     | Franciaország · Németország · Izrael · Horvátország · Szerbia · Szlovákia |

## Sorsolás
Az Európa-bajnokság csoportbeosztását 2019. október 22-én sorsolták Budapesten. A 12 csapatot 4 kalapban helyezték el. A sorsolást Drávucz Rita és Valkai Ágnes végezte el.
| 1. kalap (a 2018-as Eb első két helyezettje) | 2. kalap (a 2018-as Eb 3.-4. helyezettje) | 3. kalap (a 2018-as Eb 5.-6. helyezettje) | 4. kalap (a selejtezők továbbjutói) |
| -------------------------------------------- | ----------------------------------------- | ----------------------------------------- | ----------------------------------- |
| Hollandia                                    | Spanyolország                             | Oroszország                               | Franciaország                       |
| Görögország                                  | Magyarország                              | Olaszország                               | Németország                         |
|                                              |                                           |                                           | Szerbia                             |
| Horvátország                                 |                                           |                                           |                                     |
| Szlovákia                                    |                                           |                                           |                                     |
| Horvátország                                 |                                           |                                           |                                     |

## Lebonyolítás
A tornán 12 ország válogatottja vett részt, két darab 6 csapatos csoportba osztva. A csoportmérkőzések után az első négy helyezett a negyeddöntőbe jutott. Az ötödik helyezettek a 9., a hatodik helyezettek a 11. helyért játszottak. A negyeddöntőtől egyenes kieséses rendszerben folytatódott a kontinensviadal.

## Csoportkör

### A csoport
| Hely. | Csapat           | M | Gy | D | V | G+  | G– | Gk  | P  | Továbbjutás                  |
| ----- | ---------------- | - | -- | - | - | --- | -- | --- | -- | ---------------------------- |
| 1.    | Magyarország (R) | 5 | 5  | 0 | 0 | 94  | 26 | +68 | 15 | Továbbjutott a negyeddöntőbe |
| 2.    | Oroszország      | 5 | 4  | 0 | 1 | 112 | 21 | +91 | 12 | Továbbjutott a negyeddöntőbe |
| 3.    | Görögország      | 5 | 3  | 0 | 2 | 79  | 37 | +42 | 9  | Továbbjutott a negyeddöntőbe |
| 4.    | Szlovákia        | 5 | 2  | 0 | 3 | 21  | 78 | −57 | 6  | Továbbjutott a negyeddöntőbe |
| 5.    | Horvátország     | 5 | 1  | 0 | 4 | 26  | 94 | −68 | 3  | A 9. helyért                 |
| 6.    | Szerbia          | 5 | 0  | 0 | 5 | 19  | 95 | −76 | 0  | A 11. helyért                |

| 2020. január 12. 11:30 | Szlovákia            | 2–31        | Oroszország             | Duna Aréna, Budapest Játékvezetők: Diana Dutilh-Dumas (NED), Sébastien Dervieux (FRA) |
| 2020. január 12. 11:30 | (0–9, 0–5, 1–8, 1–9) |             |                         | Duna Aréna, Budapest Játékvezetők: Diana Dutilh-Dumas (NED), Sébastien Dervieux (FRA) |
| 2020. január 12. 11:30 | Kolářová 2           | Jegyzőkönyv | Bersznyeva, Gorbunova 6 | Duna Aréna, Budapest Játékvezetők: Diana Dutilh-Dumas (NED), Sébastien Dervieux (FRA) |

| 2020. január 12. 13:00 | Görögország          | 26–7        | Szerbia   | Duna Aréna, Budapest Játékvezetők: Giuliana Nicolosi (ITA), Carlos Ortega (ESP) |
| 2020. január 12. 13:00 | (9–1, 5–3, 5–2, 7–1) |             |           | Duna Aréna, Budapest Játékvezetők: Giuliana Nicolosi (ITA), Carlos Ortega (ESP) |
| 2020. január 12. 13:00 | Miriokefalitáki 6    | Jegyzőkönyv | Vuković 3 | Duna Aréna, Budapest Játékvezetők: Giuliana Nicolosi (ITA), Carlos Ortega (ESP) |

| 2020. január 12. 19:00 | Magyarország         | 25–6        | Horvátország          | Duna Aréna, Budapest Játékvezetők: Erkan Turkkan (TUR), Marcela Mauss (GER) |
| 2020. január 12. 19:00 | (5–1, 7–2, 7–1, 6–2) |             |                       | Duna Aréna, Budapest Játékvezetők: Erkan Turkkan (TUR), Marcela Mauss (GER) |
| 2020. január 12. 19:00 | Keszthelyi 5         | Jegyzőkönyv | D. Butić, Miljković 2 | Duna Aréna, Budapest Játékvezetők: Erkan Turkkan (TUR), Marcela Mauss (GER) |

| 2020. január 13. 13:00 | Horvátország         | 3–18        | Görögország     | Duna Aréna, Budapest Játékvezetők: Gernot Häntschel (GER), Luis Santos (POR) |
| 2020. január 13. 13:00 | (0–6, 2–4, 0–5, 1–3) |             |                 | Duna Aréna, Budapest Játékvezetők: Gernot Häntschel (GER), Luis Santos (POR) |
| 2020. január 13. 13:00 | három játékos 1      | Jegyzőkönyv | három játékos 3 | Duna Aréna, Budapest Játékvezetők: Gernot Häntschel (GER), Luis Santos (POR) |

| 2020. január 13. 14:30 | Oroszország          | 27–2        | Szerbia           | Duna Aréna, Budapest Játékvezetők: Michiel Zwart (NED), Aurely Blanchard (FRA) |
| 2020. január 13. 14:30 | (6–2, 8–0, 8–0, 5–0) |             |                   | Duna Aréna, Budapest Játékvezetők: Michiel Zwart (NED), Aurely Blanchard (FRA) |
| 2020. január 13. 14:30 | Fedotova 7           | Jegyzőkönyv | Mandić, Vuković 1 | Duna Aréna, Budapest Játékvezetők: Michiel Zwart (NED), Aurely Blanchard (FRA) |

| 2020. január 13. 19:00 | Szlovákia                  | 2–20        | Magyarország | Duna Aréna, Budapest Játékvezetők: Radosław Koryzna (POL), Raffaele Colombo (ITA) |
| 2020. január 13. 19:00 | (1–5, 0–5, 1–4, 0–6)       |             |              | Duna Aréna, Budapest Játékvezetők: Radosław Koryzna (POL), Raffaele Colombo (ITA) |
| 2020. január 13. 19:00 | Kátlovská, Stankovianska 1 | Jegyzőkönyv | Keszthelyi 6 | Duna Aréna, Budapest Játékvezetők: Radosław Koryzna (POL), Raffaele Colombo (ITA) |

| 2020. január 15. 14:30 | Görögország          | 18–2        | Szlovákia                 | Duna Aréna, Budapest Játékvezetők: Aurely Blanchard (FRA), Marcela Mauss (GER) |
| 2020. január 15. 14:30 | (4–0, 4–2, 6–0, 4–0) |             |                           | Duna Aréna, Budapest Játékvezetők: Aurely Blanchard (FRA), Marcela Mauss (GER) |
| 2020. január 15. 14:30 | Plevrítu 5           | Jegyzőkönyv | Kolarova, Stankovianska 1 | Duna Aréna, Budapest Játékvezetők: Aurely Blanchard (FRA), Marcela Mauss (GER) |

| 2020. január 15. 16:00 | Szerbia              | 8–9         | Horvátország       | Duna Aréna, Budapest Játékvezetők: Diana Dutilh-Dumas (NED), Giuliana Nicolosi (ITA) |
| 2020. január 15. 16:00 | (1–2, 3–2, 3–3, 1–2) |             |                    | Duna Aréna, Budapest Játékvezetők: Diana Dutilh-Dumas (NED), Giuliana Nicolosi (ITA) |
| 2020. január 15. 16:00 | Mandić, Milicević 2  | Jegyzőkönyv | Butić, Miljković 2 | Duna Aréna, Budapest Játékvezetők: Diana Dutilh-Dumas (NED), Giuliana Nicolosi (ITA) |

| 2020. január 15. 19:00 | Magyarország         | 9–8         | Oroszország | Duna Aréna, Budapest Játékvezetők: Sébastien Dervieux (FRA), Ursula Wengenroth (SUI) |
| 2020. január 15. 19:00 | (4–3, 2–0, 2–3, 1–2) |             |             | Duna Aréna, Budapest Játékvezetők: Sébastien Dervieux (FRA), Ursula Wengenroth (SUI) |
| 2020. január 15. 19:00 | Keszthelyi 8         | Jegyzőkönyv | Gorbunova 3 | Duna Aréna, Budapest Játékvezetők: Sébastien Dervieux (FRA), Ursula Wengenroth (SUI) |

| 2020. január 17. 14:30 | Oroszország           | 34–1        | Horvátország | Duna Aréna, Budapest Játékvezetők: Giuliana Nicolosi (ITA), Matan Schwartz (ISR) |
| 2020. január 17. 14:30 | (9–0, 8–1, 7–0, 10–0) |             |              | Duna Aréna, Budapest Játékvezetők: Giuliana Nicolosi (ITA), Matan Schwartz (ISR) |
| 2020. január 17. 14:30 | Karimova 6            | Jegyzőkönyv | Lordan 1     | Duna Aréna, Budapest Játékvezetők: Giuliana Nicolosi (ITA), Matan Schwartz (ISR) |

| 2020. január 17. 17:30 | Szlovákia            | 6–2         | Szerbia | Duna Aréna, Budapest Játékvezetők: Aurely Blanchard (FRA), Marcela Mauss (GER) |
| 2020. január 17. 17:30 | (1–0, 2–1, 1–0, 2–1) |             |         | Duna Aréna, Budapest Játékvezetők: Aurely Blanchard (FRA), Marcela Mauss (GER) |
| 2020. január 17. 17:30 | Kováčiková 3         | Jegyzőkönyv | Ilić 2  | Duna Aréna, Budapest Játékvezetők: Aurely Blanchard (FRA), Marcela Mauss (GER) |

| 2020. január 17. 19:00 | Magyarország         | 13–10       | Görögország     | Duna Aréna, Budapest Játékvezetők: Boris Margeta (SLO), Michiel Zwart (NED) |
| 2020. január 17. 19:00 | (4–4, 4–2, 2–0, 3–4) |             |                 | Duna Aréna, Budapest Játékvezetők: Boris Margeta (SLO), Michiel Zwart (NED) |
| 2020. január 17. 19:00 | Garda 4              | Jegyzőkönyv | három játékos 2 | Duna Aréna, Budapest Játékvezetők: Boris Margeta (SLO), Michiel Zwart (NED) |

| 2020. január 19. 13:00 | Szlovákia                  | 9–7         | Horvátország | Duna Aréna, Budapest Játékvezetők: Sébastien Dervieux (FRA), Marcela Mauss (GER) |
| 2020. január 19. 13:00 | (1–3, 3–1, 3–2, 2–1)       |             |              | Duna Aréna, Budapest Játékvezetők: Sébastien Dervieux (FRA), Marcela Mauss (GER) |
| 2020. január 19. 13:00 | Kátlovská, Stankovianska 2 | Jegyzőkönyv | Carević 3    | Duna Aréna, Budapest Játékvezetők: Sébastien Dervieux (FRA), Marcela Mauss (GER) |

| 2020. január 19. 17:30 | Görögország          | 7–12        | Oroszország             | Duna Aréna, Budapest Játékvezetők: Boris Margeta (SLO), Raffaele Colombo (ITA) |
| 2020. január 19. 17:30 | (3–1, 3–4, 0–3, 1–4) |             |                         | Duna Aréna, Budapest Játékvezetők: Boris Margeta (SLO), Raffaele Colombo (ITA) |
| 2020. január 19. 17:30 | Cukalá, Xenáki 2     | Jegyzőkönyv | Gorbunova, Prokofjeva 3 | Duna Aréna, Budapest Játékvezetők: Boris Margeta (SLO), Raffaele Colombo (ITA) |

| 2020. január 19. 19:00 | Szerbia              | 0–27        | Magyarország | Duna Aréna, Budapest Játékvezetők: Aurely Blanchard (FRA), Giuliana Nicolosi (ITA) |
| 2020. január 19. 19:00 | (0–5, 0–5, 0–9, 0–8) |             |              | Duna Aréna, Budapest Játékvezetők: Aurely Blanchard (FRA), Giuliana Nicolosi (ITA) |
| 2020. január 19. 19:00 |                      | Jegyzőkönyv | Gurisatti 7  | Duna Aréna, Budapest Játékvezetők: Aurely Blanchard (FRA), Giuliana Nicolosi (ITA) |

### B csoport
| Hely. | Csapat        | M | Gy | D | V | G+ | G– | Gk  | P  | Továbbjutás                  |
| ----- | ------------- | - | -- | - | - | -- | -- | --- | -- | ---------------------------- |
| 1.    | Hollandia     | 5 | 5  | 0 | 0 | 83 | 17 | +66 | 15 | Továbbjutott a negyeddöntőbe |
| 2.    | Spanyolország | 5 | 4  | 0 | 1 | 74 | 32 | +42 | 12 | Továbbjutott a negyeddöntőbe |
| 3.    | Olaszország   | 5 | 3  | 0 | 2 | 62 | 37 | +25 | 9  | Továbbjutott a negyeddöntőbe |
| 4.    | Franciaország | 5 | 2  | 0 | 3 | 40 | 62 | −22 | 6  | Továbbjutott a negyeddöntőbe |
| 5.    | Izrael        | 5 | 1  | 0 | 4 | 22 | 70 | −48 | 3  | A 9. helyért                 |
| 6.    | Németország   | 5 | 0  | 0 | 5 | 19 | 82 | −63 | 0  | A 11. helyért                |

| 2020. január 12. 14:30 | Franciaország        | 6–15        | Spanyolország | Duna Aréna, Budapest Játékvezetők: Ursula Wengenroth (SUI), Várkonyi Gabriella (HUN) |
| 2020. január 12. 14:30 | (1–3, 0–3, 1–4, 4–5) |             |               | Duna Aréna, Budapest Játékvezetők: Ursula Wengenroth (SUI), Várkonyi Gabriella (HUN) |
| 2020. január 12. 14:30 | Daule 3              | Jegyzőkönyv | Espar 4       | Duna Aréna, Budapest Játékvezetők: Ursula Wengenroth (SUI), Várkonyi Gabriella (HUN) |

| 2020. január 12. 16:00 | Németország          | 4–13        | Olaszország | Duna Aréna, Budapest Játékvezetők: Luis Santos (POR), Szvetlana Dreval (RUS) |
| 2020. január 12. 16:00 | (2–4, 2–5, 0–2, 0–2) |             |             | Duna Aréna, Budapest Játékvezetők: Luis Santos (POR), Szvetlana Dreval (RUS) |
| 2020. január 12. 16:00 | Eggert 2             | Jegyzőkönyv | Garibotti 3 | Duna Aréna, Budapest Játékvezetők: Luis Santos (POR), Szvetlana Dreval (RUS) |

| 2020. január 17. 17:30 | Hollandia            | 22–3        | Izrael       | Duna Aréna, Budapest Játékvezetők: Peter Balzan (MLT), Levan Berishvili (GEO) |
| 2020. január 17. 17:30 | (4–0, 5–1, 7–1, 6–1) |             |              | Duna Aréna, Budapest Játékvezetők: Peter Balzan (MLT), Levan Berishvili (GEO) |
| 2020. január 17. 17:30 | Megens 5             | Jegyzőkönyv | Bogachenko 2 | Duna Aréna, Budapest Játékvezetők: Peter Balzan (MLT), Levan Berishvili (GEO) |

| 2020. január 13. 11:30 | Németország          | 3–23        | Hollandia                 | Duna Aréna, Budapest Játékvezetők: Róbert Horváth (SVK), Veselin Mišković (MNE) |
| 2020. január 13. 11:30 | (1–6, 0–5, 0–5, 2–7) |             |                           | Duna Aréna, Budapest Játékvezetők: Róbert Horváth (SVK), Veselin Mišković (MNE) |
| 2020. január 13. 11:30 | Pannasch 2           | Jegyzőkönyv | Van de Kraats, Sevenich 4 | Duna Aréna, Budapest Játékvezetők: Róbert Horváth (SVK), Veselin Mišković (MNE) |

| 2020. január 13. 16:00 | Izrael               | 6–10        | Franciaország | Duna Aréna, Budapest Játékvezetők: Kun György (HUN), Robert Tiozzo (CRO) |
| 2020. január 13. 16:00 | (2–3, 0–4, 1–1, 3–2) |             |               | Duna Aréna, Budapest Játékvezetők: Kun György (HUN), Robert Tiozzo (CRO) |
| 2020. január 13. 16:00 | Bogachenko 3         | Jegyzőkönyv | Millot 4      | Duna Aréna, Budapest Játékvezetők: Kun György (HUN), Robert Tiozzo (CRO) |

| 2020. január 13. 17:30 | Olaszország           | 10–16       | Spanyolország | Duna Aréna, Budapest Játékvezetők: Georgios Stavridis (GRE), Ivan Raković (SRB) |
| 2020. január 13. 17:30 | (2–5, 2–4, 3–3, 3–4)  |             |               | Duna Aréna, Budapest Játékvezetők: Georgios Stavridis (GRE), Ivan Raković (SRB) |
| 2020. január 13. 17:30 | Bianconi, Garibotti 3 | Jegyzőkönyv | Tarragó 7     | Duna Aréna, Budapest Játékvezetők: Georgios Stavridis (GRE), Ivan Raković (SRB) |

| 2020. január 15. 11:30 | Franciaország        | 17–5        | Németország | Duna Aréna, Budapest Játékvezetők: Peter Balzan (MLT), Erkan Turkkan (TUR) |
| 2020. január 15. 11:30 | (7–1, 3–1, 3–1, 4–2) |             |             | Duna Aréna, Budapest Játékvezetők: Peter Balzan (MLT), Erkan Turkkan (TUR) |
| 2020. január 15. 11:30 | három játékos 3      | Jegyzőkönyv | Deike 2     | Duna Aréna, Budapest Játékvezetők: Peter Balzan (MLT), Erkan Turkkan (TUR) |

| 2020. január 15. 13:00 | Spanyolország        | 18–2        | Izrael       | Duna Aréna, Budapest Játékvezetők: Várkonyi Gabriella (HUN), Szvetlana Dreval (RUS) |
| 2020. január 15. 13:00 | (3–0, 4–1, 7–1, 4–0) |             |              | Duna Aréna, Budapest Játékvezetők: Várkonyi Gabriella (HUN), Szvetlana Dreval (RUS) |
| 2020. január 15. 13:00 | Ortiz 5              | Jegyzőkönyv | Bogachenko 2 | Duna Aréna, Budapest Játékvezetők: Várkonyi Gabriella (HUN), Szvetlana Dreval (RUS) |

| 2020. január 15. 17:30 | Hollandia            | 10–4        | Olaszország | Duna Aréna, Budapest Játékvezetők: Radosław Koryzna (POL), Adrian Alexandrescu (ROU) |
| 2020. január 15. 17:30 | (2–2, 4–2, 3–0, 1–0) |             |             | Duna Aréna, Budapest Játékvezetők: Radosław Koryzna (POL), Adrian Alexandrescu (ROU) |
| 2020. január 15. 17:30 | Megens 5             | Jegyzőkönyv | Bianconi 3  | Duna Aréna, Budapest Játékvezetők: Radosław Koryzna (POL), Adrian Alexandrescu (ROU) |

| 2020. január 17. 11:30 | Németország          | 4–19        | Spanyolország | Duna Aréna, Budapest Játékvezetők: Szergej Naumov (RUS), Kun György (HUN) |
| 2020. január 17. 11:30 | (2–4, 0–5, 1–5, 1–5) |             |               | Duna Aréna, Budapest Játékvezetők: Szergej Naumov (RUS), Kun György (HUN) |
| 2020. január 17. 11:30 | négy játékos 1       | Jegyzőkönyv | Crespí 4      | Duna Aréna, Budapest Játékvezetők: Szergej Naumov (RUS), Kun György (HUN) |

| 2020. január 17. 13:00 | Hollandia            | 18–1        | Franciaország | Duna Aréna, Budapest Játékvezetők: Szvetlana Dreval (RUS), Veselin Mišković (MNE) |
| 2020. január 17. 13:00 | (4–1, 6–0, 4–0, 4–0) |             |               | Duna Aréna, Budapest Játékvezetők: Szvetlana Dreval (RUS), Veselin Mišković (MNE) |
| 2020. január 17. 13:00 | Keuning 4            | Jegyzőkönyv | Daule 1       | Duna Aréna, Budapest Játékvezetők: Szvetlana Dreval (RUS), Veselin Mišković (MNE) |

| 2020. január 17. 16:00 | Olaszország          | 17–1        | Izrael   | Duna Aréna, Budapest Játékvezetők: Horváth Róbert (SVK), Ursula Wengenroth (SUI) |
| 2020. január 17. 16:00 | (3–0, 5–0, 4–1, 5–0) |             |          | Duna Aréna, Budapest Játékvezetők: Horváth Róbert (SVK), Ursula Wengenroth (SUI) |
| 2020. január 17. 16:00 | Emmolo 4             | Jegyzőkönyv | Strugo 1 | Duna Aréna, Budapest Játékvezetők: Horváth Róbert (SVK), Ursula Wengenroth (SUI) |

| 2020. január 19. 11:30 | Franciaország        | 6–18        | Olaszország | Duna Aréna, Budapest Játékvezetők: Erkan Turkkan (TUR), Ursula Wengenroth (SUI) |
| 2020. január 19. 11:30 | (2–3, 1–5, 2–6, 1–4) |             |             | Duna Aréna, Budapest Játékvezetők: Erkan Turkkan (TUR), Ursula Wengenroth (SUI) |
| 2020. január 19. 11:30 | hat játékos 1        | Jegyzőkönyv | Bianconi 5  | Duna Aréna, Budapest Játékvezetők: Erkan Turkkan (TUR), Ursula Wengenroth (SUI) |

| 2020. január 19. 14:30 | Németország          | 3–10        | Izrael   | Duna Aréna, Budapest Játékvezetők: Peter Balzan (MLT), Várkonyi Gabriella (HUN) |
| 2020. január 19. 14:30 | (1–3, 0–4, 0–3, 2–0) |             |          | Duna Aréna, Budapest Játékvezetők: Peter Balzan (MLT), Várkonyi Gabriella (HUN) |
| 2020. január 19. 14:30 | három játékos 1      | Jegyzőkönyv | Strugo 4 | Duna Aréna, Budapest Játékvezetők: Peter Balzan (MLT), Várkonyi Gabriella (HUN) |

| 2020. január 19. 16:00 | Spanyolország        | 6–10        | Hollandia | Duna Aréna, Budapest Játékvezetők: Georgios Stavridis (GRE), Szergej Naumov (RUS) |
| 2020. január 19. 16:00 | (0–2, 1–4, 2–2, 3–2) |             |           | Duna Aréna, Budapest Játékvezetők: Georgios Stavridis (GRE), Szergej Naumov (RUS) |
| 2020. január 19. 16:00 | García Godoy 2       | Jegyzőkönyv | Megens 3  | Duna Aréna, Budapest Játékvezetők: Georgios Stavridis (GRE), Szergej Naumov (RUS) |

## Egyenes kieséses szakasz
|  |              |               |              |              |       |               |               |              |               |               |               |       |       |
|  | Negyeddöntők | Negyeddöntők  | Negyeddöntők |              |       | Elődöntők     | Elődöntők     | Elődöntők    |               |               | Döntő         | Döntő | Döntő |
|  | Negyeddöntők | Negyeddöntők  | Negyeddöntők |              |       | Elődöntők     | Elődöntők     | Elődöntők    |               |               | Döntő         | Döntő | Döntő |
|  | január 21.   |               |              |              |       |               |               |              |               |               |               |       |       |
|  |              |               |              |              |       |               |               |              |               |               |               |       |       |
|  | A1           | Magyarország  | 16           |              |       |               |               |              |               |               |               |       |       |
|  | A1           | Magyarország  | 16           | január 23.   |       |               |               |              |               |               |               |       |       |
|  | B4           | Franciaország | 3            |              |       |               |               |              |               |               |               |       |       |
|  | B4           | Franciaország | 3            |              |       | Spanyolország | Spanyolország | 11           |               |               |               |       |       |
|  | január 21.   |               |              |              |       | Spanyolország | Spanyolország | 11           |               |               |               |       |       |
|  |              |               | Magyarország | Magyarország | 10    |               |               |              |               |               |               |       |       |
|  | A3           | Görögország   | Magyarország | Magyarország | 10    | 9             |               |              |               |               |               |       |       |
|  | A3           | Görögország   |              |              |       | 9             | január 25.    |              |               |               |               |       |       |
|  | B2           | Spanyolország | 12           |              |       |               |               |              |               |               |               |       |       |
|  | B2           | Spanyolország | 12           |              |       | Spanyolország | Spanyolország | 13           |               |               |               |       |       |
|  | január 21.   |               |              |              |       | Spanyolország | Spanyolország | 13           |               |               |               |       |       |
|  |              |               | Oroszország  | Oroszország  | 12    |               |               |              |               |               |               |       |       |
|  | A2           | Oroszország   | Oroszország  | Oroszország  | 12    | 13            |               |              |               |               |               |       |       |
|  | A2           | Oroszország   | január 23.   |              |       | 13            |               |              |               |               |               |       |       |
|  | B3           | Olaszország   | 7            |              |       |               |               |              |               |               |               |       |       |
|  | B3           | Olaszország   | 7            |              |       | Hollandia     | Hollandia     | 7 (3)        | Bronzmérkőzés | Bronzmérkőzés | Bronzmérkőzés |       |       |
|  | január 21.   |               |              |              |       | Hollandia     | Hollandia     | 7 (3)        | Bronzmérkőzés | Bronzmérkőzés | Bronzmérkőzés |       |       |
|  |              |               | Oroszország  | Oroszország  | 7 (4) |               |               | január 25.   | január 25.    | január 25.    |               |       |       |
|  | A4           | Szlovákia     | Oroszország  | Oroszország  | 7 (4) | 2             |               | január 25.   | január 25.    | január 25.    |               |       |       |
|  | A4           | Szlovákia     |              |              |       |               |               | Magyarország | Magyarország  | 10            |               |       |       |
|  | B1           | Hollandia     | 22           |              |       |               |               | Magyarország | Magyarország  | 10            |               |       |       |
|  | B1           | Hollandia     | 22           |              |       | Hollandia     | Hollandia     | 8            |               |               |               |       |       |
|  |              |               |              |              |       | Hollandia     | Hollandia     | 8            |               |               |               |       |       |

### Negyeddöntők
| 2020. január 21. 14:30 | Szlovákia                 | 2–22        | Hollandia | Duna Aréna, Budapest Játékvezetők: Várkonyi Gabriella (HUN), Ivan Raković (SRB) |
| 2020. január 21. 14:30 | (0–6, 0–3, 1–7, 1–6)      |             |           | Duna Aréna, Budapest Játékvezetők: Várkonyi Gabriella (HUN), Ivan Raković (SRB) |
| 2020. január 21. 14:30 | Junasová, Stankovianska 1 | Jegyzőkönyv | Megens 5  | Duna Aréna, Budapest Játékvezetők: Várkonyi Gabriella (HUN), Ivan Raković (SRB) |

| 2020. január 21. 16:00 | Oroszország          | 13–7        | Olaszország     | Duna Aréna, Budapest Játékvezetők: Adrian Alexandrescu (ROU), Radosław Koryzna (POL) |
| 2020. január 21. 16:00 | (3–2, 3–3, 4–1, 3–1) |             |                 | Duna Aréna, Budapest Játékvezetők: Adrian Alexandrescu (ROU), Radosław Koryzna (POL) |
| 2020. január 21. 16:00 | három játékos 3      | Jegyzőkönyv | három játékos 2 | Duna Aréna, Budapest Játékvezetők: Adrian Alexandrescu (ROU), Radosław Koryzna (POL) |

| 2020. január 21. 17:30 | Görögország          | 9–12        | Spanyolország | Duna Aréna, Budapest Játékvezetők: Boris Margeta (SLO), Matan Schwartz (ISR) |
| 2020. január 21. 17:30 | (3–4, 2–2, 3–1, 3–3) |             |               | Duna Aréna, Budapest Játékvezetők: Boris Margeta (SLO), Matan Schwartz (ISR) |
| 2020. január 21. 17:30 | Plevrítu 4           | Jegyzőkönyv | Ortiz 4       | Duna Aréna, Budapest Játékvezetők: Boris Margeta (SLO), Matan Schwartz (ISR) |

| 2020. január 21. 19:00 | Magyarország         | 16–3        | Franciaország | Duna Aréna, Budapest Játékvezetők: Szvetlana Dreval (RUS), Giuliana Nicolosi (ITA) |
| 2020. január 21. 19:00 | (5–2, 3–1, 5–0, 3–0) |             |               | Duna Aréna, Budapest Játékvezetők: Szvetlana Dreval (RUS), Giuliana Nicolosi (ITA) |
| 2020. január 21. 19:00 | Keszthelyi 4         | Jegyzőkönyv | Guillet 2     | Duna Aréna, Budapest Játékvezetők: Szvetlana Dreval (RUS), Giuliana Nicolosi (ITA) |

### Az 5–8. helyért
| 2020. január 23. 14:30 | Franciaország        | 3–13        | Görögország        | Duna Aréna, Budapest Játékvezetők: Marcela Mauss (GER), Diana Dutulh-Dumas (NED) |
| 2020. január 23. 14:30 | (1–2, 0–2, 1–6, 1–3) |             |                    | Duna Aréna, Budapest Játékvezetők: Marcela Mauss (GER), Diana Dutulh-Dumas (NED) |
| 2020. január 23. 14:30 | Vernoux 2            | Jegyzőkönyv | Plevrítu, Xenáki 3 | Duna Aréna, Budapest Játékvezetők: Marcela Mauss (GER), Diana Dutulh-Dumas (NED) |

| 2020. január 23. 16:00 | Olaszország          | 16–4        | Szlovákia      | Duna Aréna, Budapest Játékvezetők: Várkonyi Gabriella (HUN), Ursula Wengenroth (SUI) |
| 2020. január 23. 16:00 | (2–1, 5–1, 6–0, 3–2) |             |                | Duna Aréna, Budapest Játékvezetők: Várkonyi Gabriella (HUN), Ursula Wengenroth (SUI) |
| 2020. január 23. 16:00 | három játékos 3      | Jegyzőkönyv | négy játékos 1 | Duna Aréna, Budapest Játékvezetők: Várkonyi Gabriella (HUN), Ursula Wengenroth (SUI) |

### Elődöntők
| 2020. január 23. 17:30 | Oroszország          | 7–7         | Hollandia               | Duna Aréna, Budapest Játékvezetők: Adrian Alexandrescu (ROU), Giuliana Nicolosi (ITA) |
| 2020. január 23. 17:30 | (2–2, 2–2, 1–2, 2–1) |             |                         | Duna Aréna, Budapest Játékvezetők: Adrian Alexandrescu (ROU), Giuliana Nicolosi (ITA) |
| 2020. január 23. 17:30 | Gorbunova 4          | Jegyzőkönyv | Megens, Van der Sloot 2 | Duna Aréna, Budapest Játékvezetők: Adrian Alexandrescu (ROU), Giuliana Nicolosi (ITA) |
| 2020. január 23. 17:30 | Büntetőpárbaj:       |             |                         | Duna Aréna, Budapest Játékvezetők: Adrian Alexandrescu (ROU), Giuliana Nicolosi (ITA) |
| 2020. január 23. 17:30 | 4–3                  |             |                         | Duna Aréna, Budapest Játékvezetők: Adrian Alexandrescu (ROU), Giuliana Nicolosi (ITA) |

| 2020. január 23. 19:00 | Magyarország           | 10–11       | Spanyolország    | Duna Aréna, Budapest Játékvezetők: Sébastien Dervieux (FRA), Jórgosz Sztavrídisz (GRE) |
| 2020. január 23. 19:00 | (3–3, 1–2, 3–2, 3–4)   |             |                  | Duna Aréna, Budapest Játékvezetők: Sébastien Dervieux (FRA), Jórgosz Sztavrídisz (GRE) |
| 2020. január 23. 19:00 | Keszthelyi, Leimeter 3 | Jegyzőkönyv | Espar, Tarragó 3 | Duna Aréna, Budapest Játékvezetők: Sébastien Dervieux (FRA), Jórgosz Sztavrídisz (GRE) |

### A 11. helyért
| 2020. január 21. 11:30 | Szerbia              | 11–11       | Németország | Duna Aréna, Budapest Játékvezetők: Kun György (HUN), Aurely Blanchard (FRA) |
| 2020. január 21. 11:30 | (2–4, 2–1, 6–2, 1–4) |             |             | Duna Aréna, Budapest Játékvezetők: Kun György (HUN), Aurely Blanchard (FRA) |
| 2020. január 21. 11:30 | Milicević 3          | Jegyzőkönyv | Deike 3     | Duna Aréna, Budapest Játékvezetők: Kun György (HUN), Aurely Blanchard (FRA) |
| 2020. január 21. 11:30 | Büntetőpárbaj:       |             |             | Duna Aréna, Budapest Játékvezetők: Kun György (HUN), Aurely Blanchard (FRA) |
| 2020. január 21. 11:30 | 2–4                  |             |             | Duna Aréna, Budapest Játékvezetők: Kun György (HUN), Aurely Blanchard (FRA) |

### A 9. helyért
| 2020. január 21. 13:00 | Horvátország         | 7–11        | Izrael                 | Duna Aréna, Budapest Játékvezetők: Diana Dutilh-Dumas (NED), Peter Balzan (MLT) |
| 2020. január 21. 13:00 | (1–1, 2–6, 2–2, 2–2) |             |                        | Duna Aréna, Budapest Játékvezetők: Diana Dutilh-Dumas (NED), Peter Balzan (MLT) |
| 2020. január 21. 13:00 | Lordan 2             | Jegyzőkönyv | Bogachenko, Hochberg 3 | Duna Aréna, Budapest Játékvezetők: Diana Dutilh-Dumas (NED), Peter Balzan (MLT) |

### A 7. helyért
| 2020. január 25. 14:30 | Franciaország        | 17–8        | Szlovákia  | Duna Aréna, Budapest Játékvezetők: Diana Dutilh-Dumas (GER), Ivan Rakovic (SRB) |
| 2020. január 25. 14:30 | (5–2, 4–2, 5–1, 3–3) |             |            | Duna Aréna, Budapest Játékvezetők: Diana Dutilh-Dumas (GER), Ivan Rakovic (SRB) |
| 2020. január 25. 14:30 | Bachelier 5          | Jegyzőkönyv | Junasova 2 | Duna Aréna, Budapest Játékvezetők: Diana Dutilh-Dumas (GER), Ivan Rakovic (SRB) |

### Az 5. helyért
| 2020. január 25. 16:00 | Görögország          | 5–7         | Olaszország | Duna Aréna, Budapest Játékvezetők: Szvetlana Dreval (RUS), Gernot Haentschel (GER) |
| 2020. január 25. 16:00 | (3–3, 1–2, 0–1, 1–1) |             |             | Duna Aréna, Budapest Játékvezetők: Szvetlana Dreval (RUS), Gernot Haentschel (GER) |
| 2020. január 25. 16:00 | öt játékos 1         | Jegyzőkönyv | Garibotti 2 | Duna Aréna, Budapest Játékvezetők: Szvetlana Dreval (RUS), Gernot Haentschel (GER) |

### Bronzmérkőzés
| 2020. január 25. 17:30 | Magyarország         | 10–8        | Hollandia | Duna Aréna, Budapest Játékvezetők: Giuliana Nicolosi (ITA), Radosław Koryzna (POL) |
| 2020. január 25. 17:30 | (3–5, 2–2, 4–1, 1–0) |             |           | Duna Aréna, Budapest Játékvezetők: Giuliana Nicolosi (ITA), Radosław Koryzna (POL) |
| 2020. január 25. 17:30 | négy játékos 2       | Jegyzőkönyv | Megens 2  | Duna Aréna, Budapest Játékvezetők: Giuliana Nicolosi (ITA), Radosław Koryzna (POL) |

### Döntő
| 2020. január 25. 19:00 | Spanyolország        | 13–12       | Oroszország  | Duna Aréna, Budapest Játékvezetők: Várkonyi Gabriella (HUN), Adrian Alexandrescu (ROU) |
| 2020. január 25. 19:00 | (3–4, 5–4, 2–2, 3–2) |             |              | Duna Aréna, Budapest Játékvezetők: Várkonyi Gabriella (HUN), Adrian Alexandrescu (ROU) |
| 2020. január 25. 19:00 | García 4             | Jegyzőkönyv | Prokofjeva 4 | Duna Aréna, Budapest Játékvezetők: Várkonyi Gabriella (HUN), Adrian Alexandrescu (ROU) |

| A 2020-as női vízilabda-Európa-bajnokság győztese |
| ------------------------------------------------- |
| · Spanyolország · 2. cím                          |

## Végeredmény
Magyarország eltérő háttérszínnel kiemelve.
| Arany | Spanyolország |  |  |  |  |  |  |  |  |
| Ezüst | Oroszország   |  |  |  |  |  |  |  |  |
| Bronz | Magyarország  |  |  |  |  |  |  |  |  |
| 4.    | Hollandia     |  |  |  |  |  |  |  |  |
|       |               |  |  |  |  |  |  |  |  |
| 5.    | Olaszország   |  |  |  |  |  |  |  |  |
| 6.    | Görögország   |  |  |  |  |  |  |  |  |
| 7.    | Franciaország |  |  |  |  |  |  |  |  |
| 8.    | Szlovákia     |  |  |  |  |  |  |  |  |
|       |               |  |  |  |  |  |  |  |  |
| 9.    | Izrael        |  |  |  |  |  |  |  |  |
| 10.   | Horvátország  |  |  |  |  |  |  |  |  |
|       |               |  |  |  |  |  |  |  |  |
| 11.   | Németország   |  |  |  |  |  |  |  |  |
| 12.   | Szerbia       |  |  |  |  |  |  |  |  |

## Díjak
Az Európa-bajnokság után a következő díjakat osztották ki:
| Gólkirály - Keszthelyi Rita – 28 gól MVP - Beatriz Ortiz Legjobb kapus - Anna Karnauh |